# Adinda nilgiriensis
Adinda nilgiriensis är en kräftdjursart som beskrevs av Ferrara, Meli och Stefano Taiti 1995. Adinda nilgiriensis ingår i släktet Adinda och familjen Scleropactidae. Inga underarter finns listade i Catalogue of Life.